# 舢舨洲燈塔
舢舨洲燈塔（粵拼：saan1 baan2 zau1 dang1 taap3），亦叫白燈樓，舊名三板洲燈塔（粵拼：saam1 baan2 zau1 dang1 taap3），是中国广东省广州市南沙区伶仃洋三板洲上的一座燈塔。1915年，广州海关為方便各国商船进入广州而建立三板洲燈塔，該燈塔由法国设计师设计。2011年，舢板洲灯塔被公布为南沙区登记保护文物单位。2015年6月，舢舨洲燈塔落成百年紀念儀式在廣州舉行。同年12月10日，舢舨洲燈塔被公布爲廣東省文物保護單位。
從1999年到現在，舢板洲灯塔一直由東莞黃氏家族看守。

## 建築
舢舨洲燈塔是一座白色方形磚塔。塔有13米高，燈塔的一二層可住人，其中西北兩間是電池房。五楼露台的白色栏杆上，留有日本侵華時飛機掃射留下的弹痕。